# Église Notre-Dame de Saint-Didier
L'église Notre-Dame de Saint-Didier est située sur la place centrale de Saint-Didier-au-Mont-d'Or, dans la métropole de Lyon.